# Château de Bierre
Le château de Bierre est un château français situé à Bierre-lès-Semur dans le département de la Côte-d'Or et la région Bourgogne-Franche-Comté. Il est inscrit au titre des Monuments historiques depuis 1946.

## Historique
Le château a été construit par Marc-Antoine Chartraire de Montigny, trésorier des États généraux de Bourgogne, propriétaire à Dijon de l'Hôtel Chartraire de Montigny acheté en 1740. En 1775, son fils Antoine décida d'implanter sa chapelle familiale dans l'église paroissiale. Il confia les travaux à un architecte de renom, Charles Saint-Père (d), qui transforma l'église médiévale en église néo-classique.
Le chœur, agrandi et aménagé de façon originale à l'image d'un salon de l'époque, est décoré de boiseries sculptées et peintes qui proviennent sans doute du château.
Il construisit deux tours reliées par un portique d'ordre toscan à quatre piliers. Il coiffa le clocher d'un toit à l'impériale et d'un lanternon.
En juillet 1808, son arrière petite-fille, Reine Claude Chartraire de Bourbonne vend le domaine à Gaspard Monge, comte de Pélouse et fondateur de l'École Polytechnique. 
Le château était une immense bâtisse de 100 chambres, avec des parterres et des pièces d'eau dessinés à la française, un parc de 250 hectares clos de murs et des dépendances telles qu'une bergerie pouvant contenir 1 400 moutons. Cet achat par Gaspard Monge consistait non seulement en la détention d'une propriété d'agrément, mais aussi en un placement en biens-fonds qui semblait avantageux. Malgré tout, il s'en dégoûta vite et il revendit la propriété au bout de deux ans au comte Heudelet en 1810.
Le comte Heudelet, général d'Empire confia la gestion du château à son épouse, Marie-Thérèse Villequez, d'une famille de la noblesse de robe au Parlement de Franche-Comté, du fait de sa présence requise en Espagne et au Portugal. Rentré en France en 1811 pour raisons de santé, il s'attela au développement agricole du domaine et y créa une ferme-modèle. Son épouse se chargea particulièrement de la restauration de l'église paroissiale Saint-Léonard, aujourd'hui inscrite au titre des Monuments historiques depuis 1987. 
La ferme du hameau de Bierre créée dans l’esprit de celle de la reine Marie-Antoinette au Hameau de Versailles, est d’abord un amusement à la mode aménagé par Antoine Chartraire de Montigny en 1787 près de son château. Elle devient une exploitation modèle de réputation nationale après son développement par le comte Heudelet de Bierre.
Étienne Heudelet de Bierre deviendra conseiller général de 1819 à 1838. Il vendra le château en 1848, faute de descendance mâle chez son fils, Léon Heudelet de Bierre. Une grande partie des souvenirs du général et du mobilier du château de Bierre sera héritée par la famille de Maurice Bastide du Lude, propriétaire du château du Lude.
Le général Heudelet de Bierre fut enterré au cimetière de Dijon mais la comtesse Heudelet fut inhumée au centre du petit cimetière de Bierre-lès-Semur, tombe encore entretenue aujourd'hui.